# Pseudorucentra
Pseudorucentra is een kevergeslacht uit de familie van de boktorren (Cerambycidae). De wetenschappelijke naam van het geslacht werd voor het eerst geldig gepubliceerd in 1948 door Breuning.

## Soorten
Pseudorucentra omvat de volgende soorten:
- Pseudorucentra elongata Breuning, 1948
- Pseudorucentra sybroides Breuning, 1948